# Leo Leino
Leo Leino (Oskar Leo Leino; * 21. April 1900 in Uusikaupunki; † 21. Juni 1988 in Luumäki) war ein finnischer Zehnkämpfer.
Bei den Olympischen Spielen 1924 in Paris wurde er Vierter im Fünfkampf.
Seine persönliche Bestleistung im Zehnkampf von 6106,675 Punkten stellte er am 22. Juni 1922 in Tampere auf.